# Pedicularis hicksii
Pedicularis hicksii är en snyltrotsväxtart som beskrevs av Tsoong. Pedicularis hicksii ingår i släktet spiror, och familjen snyltrotsväxter. Inga underarter finns listade i Catalogue of Life.